# Katy Sexton
Katy Sexton (Reino Unido, 21 de junio de 1982) es una nadadora británica retirada especializada en pruebas de estilo espalda larga distancia, donde consiguió ser campeona mundial en 2003 en los 200 metros estilo espalda.

## Carrera deportiva
En el Campeonato Mundial de Natación de 2003 celebrado en Barcelona ganó la medalla de oro en los 200 metros estilo espalda, con un tiempo de 2:08.74 segundos, por delante de la estadounidense Margaret Hoelzer (plata con 2:09.24 segundos) y la rusa Stanislava Komarova (bronce con 2:10.27 segundos).